# Albert Ziegler (Pilot)

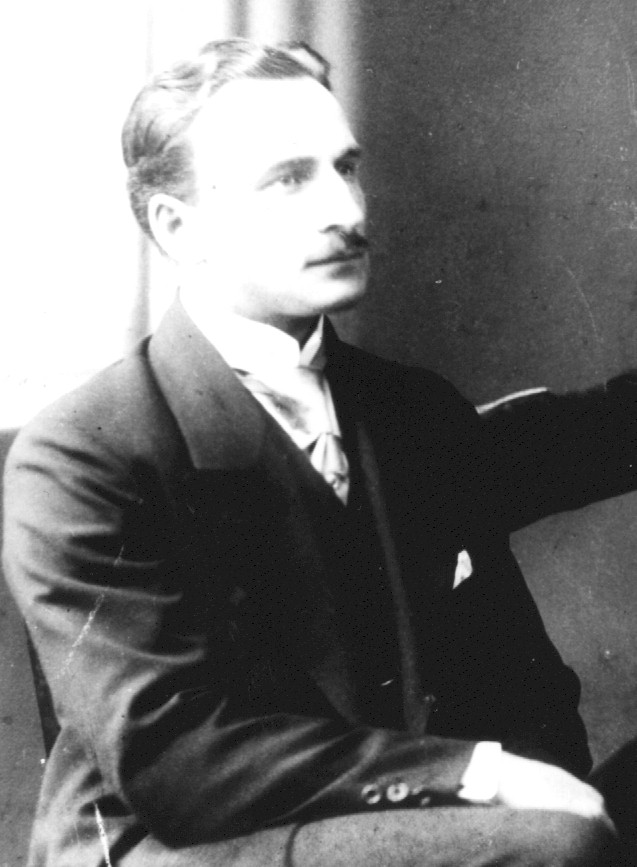
Albert Ziegler

Albert Ziegler (* 9. April 1888 in Zeiden, Österreich-Ungarn, heute Rumänien; † 1946 in Halle an der Saale) war ein rumäniendeutscher Flugpionier und erster siebenbürgisch-sächsischer Flieger.

## Leben

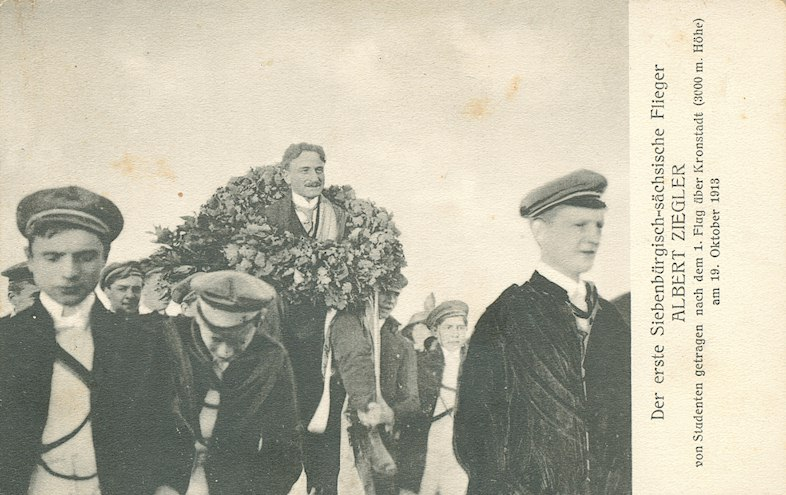
Albert Ziegler nach seinem ersten Flug über Kronstadt (1913)

Albert Ziegler wurde am 9. April 1888 als Sohn einfacher Bauern in der Zeidner Langgasse geboren. Schon als Knabe begeisterte ihn das Fliegen. Er zimmerte sich zwei große Schirme und sprang damit vom Stalldach in den elterlichen Hof. Nach der Volksschule in Zeiden erlernte er das Schlosserhandwerk im Heimatort, später dann in der nahen Kreishauptstadt Kronstadt. Als Lehrling baute er einen Motor, für den er bei einer Ausstellung ein Diplom und den goldenen Preis der Handels- und Gewerbekammer erhielt.
Da ihm die Heimat zu eng wurde und er seine Kenntnisse erweitern und bereichern wollte, zog er in die Fremde. In der französischsprachigen Schweiz arbeitete er im Motoren- und Automobilfach. Da Paris zu jener Zeit am weitesten fortgeschritten war, verbrachte er zwei volle Jahre dort. 1908 zog er nach London und unternahm Reisen durch England und Schottland. Von dort führte ihn sein Weg bald nach Berlin und Wien (Aspern).
In Berlin stellte er sich dem „Internationalen Luftschifffahrtshaus“ zu Versuchszwecken zur Verfügung. Im April 1912 überließ ihm die Firma Siemens-Schuckert einen Schuppen mit Büroräumen und dem nötigen Werkzeug sowie einen 50-PS-Motor zu Studienzwecken. Mit diesem Motor baute Ziegler nach eigenen Plänen sein „Pfeilflugzeug“, mit dem er im Juli 1913 erfolgreiche Flüge unternommen hatte. Im Jahre 1913 kehrte Ziegler in seine Heimat zurück und unternahm eine Reihe von Schauflügen. Die Einkünfte daraus wollte er für die Verwirklichung seines eigenen selbst erfundenen Flugzeugprojektes verwenden. Den ersten Schauflug unternahm Albert Ziegler am Sonntag, dem 19. Oktober 1913, auf dem Flugplatz von Weidenbach, in 3000 Meter Höhe über den Köpfen der Zuschauer und im Bogen über Zeiden hinweg. Am gleichen Tag startete er zum zweiten Mal, stieg höher hinauf, überflog Kronstadt, die Kronstädter Berge gegen Petersberg, Brenndorf, nahe an Heldsdorf vorbei gegen den Westrand des Burzenlandes und schließlich höher als der Zeidner Berg über ganz Zeiden hinweg. Nach der Landung wurde Ziegler von einer begeisterten Menge in Zeiden empfangen.
Über die Schauflüge Zieglers berichteten außer der Kronstädter Zeitung auch die Gazeta Transilvaniei und die Brasso Naplo in anerkennender Weise. Das Flugzeug erreichte in vier Minuten eine Höhe von 500 Metern; der Benzintank fasste 175 Liter, die für 500 Kilometer Entfernung ausreichten. Die Spannweite der Tragflächen betrug 12 Meter und die Länge des Rumpfes 9,50 Meter. Die Flugmaschine erreichte mit einem Eigengewicht von 650 Kilogramm eine Stundengeschwindigkeit von 120 km/h und konnte noch 400 Kilogramm aufnehmen. Außer dem Piloten fanden noch zwei Passagiere darin Platz.
Ziegler wollte seine Schauflüge auch in Sächsisch-Regen und anderen Städten fortsetzen, wurde aber durch den baldigen Ausbruch des Ersten Weltkrieges daran gehindert. Er musste seinen Flugapparat von Sächsisch-Regen nach Österreich verladen; der wurde von der Heeresverwaltung auf 29.000 Kronen geschätzt. Er selbst war während des Krieges Chefpilot der österreichisch-ungarischen Lloyd-Flugzeugwerke und als Fluglehrer tätig.
Nach dem Zweiten Weltkrieg starb Albert Ziegler 1946 fern von der Heimat in Halle an der Saale.